# Morreira e Trandeiras
Morreira e Trandeiras (oficialmente: União das Freguesias de Morreira e Trandeiras) é uma freguesia portuguesa do município de Braga, com 4,54 km² de área e 1364 habitantes (censo de 2021). A sua densidade populacional é 300,4 hab./km².

## História
Foi constituída em 2013, no âmbito de uma reforma administrativa nacional, pela agregação das antigas freguesias de Morreira e Trandeiras e tem a sede em Morreira.

## Demografia
A população registada nos censos foi:
| Distribuição da População por Grupos Etários | Distribuição da População por Grupos Etários | Distribuição da População por Grupos Etários | Distribuição da População por Grupos Etários | Distribuição da População por Grupos Etários | Distribuição da População por Grupos Etários |
| -------------------------------------------- | -------------------------------------------- | -------------------------------------------- | -------------------------------------------- | -------------------------------------------- | -------------------------------------------- |
| Antes da agregação                           |                                              |                                              |                                              |                                              |                                              |
| Ano                                          | 0-14 anos                                    | 15-24 anos                                   | 25-64 anos                                   | >= 65 anos                                   | Total                                        |
| 2001                                         | 279                                          | 308                                          | 754                                          | 158                                          | 1499                                         |
| 2011                                         | 246                                          | 161                                          | 826                                          | 214                                          | 1447                                         |
| Após a agregação                             |                                              |                                              |                                              |                                              |                                              |
| Ano                                          | 0-14 anos                                    | 15-24 anos                                   | 25-64 anos                                   | >= 65 anos                                   | Total                                        |
| 2021                                         | 186                                          | 173                                          | 725                                          | 280                                          | 1364                                         |